# Adolf Bennecke
Heinrich Fritz Adolf Bennecke, auch Adolf Heinrich Fritz Bennecke (* 17. Mai 1875 in Greifswald; † 19. Dezember 1922 in Lübeck) war ein deutscher Gynäkologe und Hochschullehrer.

## Leben
Adolf Bennecke war der Sohn des namensgleichen Domänenpächters Adolf Bennecke.
Er absolvierte 1896 das Abitur in Preußisch-Stargard bei Danzig. Anschließend studierte er von 1896 bis 1901 Medizin an den Universitäten Jena, Greifswald und München; am 14. Mai 1901 erhielt er seine Approbation als Arzt. Nach seinem Studium arbeitete er zunächst als Volontärassistent bei Johannes Orth am Pathologischen Institut der Universität Göttingen und wurde dort 1902 mit seiner Dissertationsarbeit Beitrag zur Kenntnis der Parovarialcystome zum Dr. med. promoviert.
1902 wechselte er zur Universitätsfrauenklinik Berlin sowie zum Pathologisch-Anatomischen Institut der Universität Berlin. Vom Frühjahr 1902 bis Herbst 1902 war er Volontärassistent bei Robert von Olshausen, gleichzeitig war er auch bei Carl Ruge im Pathologisch-Anatomischen Institut; anschließend war er von Herbst 1902 bis Ostern 1904 als klinischer und poliklinischer Assistent bei August Martin an der Universitätsfrauenklinik und -poliklinik Greifswald tätig. 1904 erlangte er den Facharzttitel für Frauenkrankheiten und Geburtshilfe. In der Folge richtete er eine Privatfrauenklinik in Rostock ein und war dort niedergelassener Frauenarzt.
Zwischen 1906 und 1920 engagierte er sich in der Ausbildung und in wissenschaftlichen Arbeiten; ab 1906 war er mecklenburgischer Hebammenaufsichtsarzt.
Er habilitierte  sich 1907 mit seiner Arbeit Studien über Gefäßerkrankungen durch Gifte und wurde im selben Jahr zum Privatdozenten an der Universität Rostock ernannt; von 1913 bis 1920 war er dort Titularprofessor. Während des Ersten Weltkriegs nahm er ab 1914 aktiv am Kriegsdienst teil. Im Jahr 1918 zog er nach Lübeck.
Adolf Benneckes Forschung konzentrierte sich auf die weibliche Genitaltuberkulose sowie die Anwendung und Wirkung von Mutterkornpräparaten.

## Mitgliedschaften
Adolf Bennecke wurde 1904 zum auswärtigen Mitglied der Pommerschen gynäkologischen Gesellschaft ernannt.

## Schriften (Auswahl)
- Beitrag zur Kenntnis der Parovarialcystome. Göttingen, 1902.
- Der centrale Cervixknoten und seine Beziehungen zum Epithel und Endothel. In: Pathologisch-Anatomische Arbeiten: Herrn Geh. Medicinalrath Dr. Johannes Orth, zur Feier seines 25 jährigen Professoren-Jubiläums. S. 692–704. 1902.
- Neuere Bestrebungen bei der Behandlung des Puerperalfiebers. In: Monatshefte für Geburtskunde, Band 28, Heft 1. 1903.
- Die vaginale und abdominale Operationsmethode. In: Korrespondenz-Blatt des Allgemeinen Mecklenburgischen Aerztevereins, Nr. 242. 1904. S. 1631–1641.
- Die mikroskopische Diagnose der Gravidität. In: Sonderabhandlung aus den Sitzungsberichten der Naturforschenden Gesellschaft Rostock, Nr. 8. 1904.
- Die Bekämpfung des Gebärmutterkrebses. Vortrag gehalten am 8. April 1905 in Rostocker Ärzte Verein. In: Münchner Medizinische Wochenschrift, Nr. 28 vom 11. Juli 1905. S. 1366 (Digitalisat).
- Sitzungsbericht-Referat von der XI. Kongress der Deutschen Gesellschaft für Gynäkologie in Kiel vom 13.–17. Juni 1905. In: Monatsschrift für Geburtshülfe und Gynäkologie, 22. Band. 1905. S. 100–182 (Digitalisat).
- Experimentelle Untersuchungen über den Infektionsweg bei der weiblichen Genitaltuberkulose. In: Korrespondenz-Blatt des Allgemeinen Mecklenburgischen Ärztevereinsbundes. 1905. Nr. 252.
- Über einen Fall von konservativem vaginalem Kaiserschnitte bei Retroflexio uteri gravidi cum incarceratione. In: Korrespondenz-Blatt des Allgemeinen Mecklenburgischen Ärztevereinsbundes. 1905. Nr. 256.
- Vaginaler Kaiserschnitt bei Retroflexio ute gravidi cum incarceratione. In: Zentralblatt für Gynäkologie.1906. Nr. 23. S. 659–663 (Digitalisat).
- Neue operative Entbindungsverfahren. In: Korrespondenz-Blatt des Allgemeinen Mecklenburgischen Ärztevereinsbundes. 1906. Nr. 262.
- Adolf Bennecke; Philipp Jung: Experimentelle Untersuchungen über den Infektionsweg bei der weiblichen Genitaltuberkulose. In: Archiv für Gynäkologie, Band 80, Heft 1. 1906.
- Adolf Bennecke; Philipp Jung: Zur Kritik der aszendierenden Tuberkulose im weiblichen Genitaltrakt. In: Berliner Klinische Wochenschrift, Nr. 17. 1907.
- Der heutige Stand der Mutterkornfrage. Archiv für Gynäkologie, Band 83, Heft 3. 1908.
- Studien über Gefäßerkrankungen durch Gifte. In: Virchows Archiv, Band 191. Berlin, 1908.
- Zur Kritik der neuesten Mutterkornforschung. In: Gynäkologische Rundschau, 3. Jahrgang. 1909. S. 532–534 (Digitalisat).
- Ergebnisse der neueren Mutterkornforschung. In: Monatsschrift für Geburtshülfe und Gynäkologie, 31. Band, Heft 3. 1910.
- Experimentelle Studien zur aszendierenden Genitaltuberkulose. In: Verhandlungen der Deutschen Gesellschaft für Gynäkologie. 1911. S. 312–317 (Digitalisat).
- Über die Aszansion der Tuberkulose im weiblichen Genitaltraktus. In: Zentralblatt für Bakteriologie, Parasitenkunde und Infektionskrankheiten, I. Abteilung, Referate, Band 64. 1912. (Festschrift für Friedrich Loeffler).
- Weibliche Genitalien. In: Handbuch der allgemeinen Pathologie und der pathologischen Anatomie des Kindesalters. Herausgegeben von Hermann Brüning und Ernst Schwalbe. Il.Band. I. Abteilung. Wiesbaden 1913.